# Жена у зеленом
Жена у зеленом (енгл. The Woman in Green) је амерички детективски филм из 1945. године, и једанаести филм у серијалу од четрнаест филмова о Шерлоку Холмсу у коме главне улоге играју Бејзил Ратбон и Најџел Брус. Филм је базиран на ликовима које је створио Артур Конан Дојл, а насловну женску улогу тумачи Хилари Брук, док се Хенри Данијел појављује као професор Моријарти. Филм прати оригиналну премису, док су неки елементи преузети из прича „Последњи проблем” и „Празна кућа”.
Ово је трећи филм из серијала, након филмова Шерлок Холмс и глас страха (1942) и Шерлок Холмс суочен са смрћу (1943), у којем је Хилари Брук тумачила различиту улогу. Лик инспектора Лестрада, кога је у претходним филмовима тумачио Денис Хуи, у овом филму је замењен инспектором Грегсоном, кога је глумио Метју Болтон. Ово је такође био трећи филм у серијалу у коме је своју трећу различиту улогу глумио Хенри Данијел, након споменутог Гласа страха и филма Шерлок Холмс у Вашингтону (1943).

## Радња
Када неколико жена буде убијено и када им буду одсечени кажипрсти, Шерлок Холмс и доктор Вотсон се позивају у акцију, али Холмса у старту збуњују злочини. Удовац, сер Џорџ Фенвик, након романтичне ноћи у стану Лидије Марлоу, бива хипнотисан верујући да је одговоран за ове злочине. Сигуран је да је крив након што се пробуди из омаме и у џепу пронађе женски кажипрст. Његова ћерка долази код Холмса и Вотсона, не схватајући да је прати послушник професора Моријартија. Она говори Холмсу и Вотсону да је затекла оца како закопава кажипрст. Откопала је кажипрст и показала им је.
Тада Фенвика пронађу мртвог, што очигледно указује да га је неко убио како би га спречио да прича. Холмс теоретише да је Моријарти, који је требало да буде обешен у Монтевидеу, жив и одговоран за злочине. Потом је Вотсон позван да помогне жени која се срушила док је хранила свог љубимца. Одлази, а неколико минута касније, појављује се Моријарти и објашњава да је лажирао телефонски позив како би могао насамо да разговара са Холмсом. Када Моријарти оде, Вотсон се враћа. Холмс објашњава шта је Моријарти урадио, примећујући да је заслон који је био затворен у празној кући преко пута улице сада отворен и каже Вотсону да то истражи.
Унутар празне куће, Вотсон, гледајући кроз прозор, верује да је снајпериста упуцао Холмса у њиховом стану. Тада се Холмс појављује у кући и објашњава да је тамо ставио бисту Јулија Цезара због сличности бисте са сопственим лицем (Холмс је схватио да ће га, чим седне тамо, Моријарти убити). Инспектор Грегсон одводи снајперисту, хипнотисаног бившег војника, али снајпериста бива киднапован и касније убијен на Холмсовом прагу.
Холмс сада схвата да Моријартијев план укључује:
1) убијање жена и одсецање њихових кажипрста,
2) уверавање њихових богатих удоваца да помисле да су они починили злочине,
3) коришћење ових неистинитих информација за уцењивање,
4) рачунање на то да ће жртве бити превише престрављене да би разоткриле шему.
Холмс се спријатељава са Лидијом, коју је видео са сер Џорџом у ресторану, сумњајући да је у договору са Моријартијем. Она га одводи својој кући, где га наизглед хипнотише. Моријарти улази и један од његових људи ножем је посекао Холмса како би потврдио да је хипнотисан. Затим говори Холмсу да напише поруку о самоубиству (што и чини), изађе из Лидијиног стана на кров и скочи са зграде.
Потом се појављују Вотсон и полиција и хватају криминалце. Холмс тада открива да није био стварно хипнотисан, већ је потајно уносио дрогу да би изгледао као да је хипнотисан, која га је такође учинила неосетљивим на бол. Моријарти тада покушава да побегне од полиције и скаче са врха Лидијиног стана на другу зграду. Међутим, он се ухвати за цев која се олабави од зграде, због чега пада у смрт.

## Улоге
| Глумац          | Улога              |
| --------------- | ------------------ |
| Бејзил Ратбон   | Шерлок Холмс       |
| Најџел Брус     | доктор Џон Вотсон  |
| Хилари Брук     | Лидија Марлоу      |
| Хенри Данијел   | професор Моријарти |
| Пол Кавана      | сер Џорџ Фенвик    |
| Метју Болтон    | инспектор Грегсон  |
| Ив Амбер        | Мод Фенвик         |
| Фредерик Уорлок | доктор Онслоу      |
| Мери Гордон     | госпођа Хадсон     |